# Face the Sun
Face the Sun è il quarto album in studio del gruppo musicale sudcoreano Seventeen, pubblicato nel 2022.

## Tracce
1. Darling – 2:56
2. Hot – 3:17
3. Don Quixote – 2:52
4. March – 3:16
5. Domino – 3:34
6. Shadow – 3:33
7. 'Bout You (노래해) – 2:42
8. If You Leave Me – 3:32
9. Ash – 3:21

## Sector 17
La versione "repackaged" dell'album, intitolata Sector 17, è stata pubblicata il 18 luglio 2022.

### Tracce
1. Circles (돌고 돌아) – 3:59
2. World – 2:58
3. Fallin' Flower (Korean version) – 3:30
4. Cheers (performed by Seventeen leaders) – 3:01
5. Darling – 2:56
6. Hot – 3:17
7. Don Quixote – 2:52
8. March – 3:16
9. Domino – 3:34
10. Shadow – 3:33
11. 'Bout You – 2:42
12. If You Leave Me – 3:32
13. Ash – 3:21

### Certificazioni
Corea del Sud
(vendite: 1 250 000+)